# Russell T Davies
Russell T Davies, OBE (født Stephen Russell Davies 27. april 1963), er en tv-producer og forfatter fra Wales. Han er kendt for serier som Queer as Folk og The Second Coming samt for at genoplive den succesfully britiske Science fiction serie Doctor Who. Han skabte også dennes spin-off serier Torchwood og The Sarah Jane Adventures. Han har desuden skrevet bogen A Writer's Tale, som består af en serie af emails skrevet mens han lavede sæson 4 af Doctor Who og dermed giver et indblik i hans skriveprocess.

## Skrevne episoder
| Program                   | Episoder | Broadcaster               |
| ------------------------- | --- | ------------------------- |
| Queer as Folk             | - 10 episoder (1999–2000) | Channel 4                 |
| Bob & Rose                | - 6 episoder (2001) | ITV                       |
| Linda Green               | - "Rest in Peace" (2001) | BBC One                   |
| The Second Coming         | - 2 episoder (2003) | ITV                       |
| Mine All Mine             | - 6 episoder (2004) | ITV1                      |
| Casanova                  | - 3 episoder (2005) | BBC Three                 |
| Doctor Who                | - "Rose" (2005) - "The End of the World" (2005) - "Aliens of London" / "World War Three" (2005) - "The Long Game" (2005) - "Boom Town" (2005) - "Bad Wolf" / "The Parting of the Ways" (2005) - "Doctor Who: Children in Need" (Children in Need mini-episode, 2005) - "The Christmas Invasion" (2005) - "New Earth" (2006) - "Tooth and Claw" (2006) - "Love & Monsters" (2006) - "Army of Ghosts" / "Doomsday" (2006) - "The Runaway Bride" (2006) - "Smith and Jones" (2007) - "Gridlock" (2007) - "Utopia" / "The Sound of Drums" / "Last of the Time Lords" (2007) - "Voyage of the Damned" (2007) - "Partners in Crime" (2008) - "Midnight" (2008) - "Turn Left" (2008) - "The Stolen Earth" / "Journey's End" (2008) - "Music of the Spheres" (BBC Proms mini-episode, 2008) - "The Next Doctor" (2008) - "Planet of the Dead" (med Gareth Roberts) (2009) - "Doctor Who: Tonight's the Night" (Tonight's the Night mini-episode, 2009) - "The Waters of Mars" (med Phil Ford) (2009) - The End of Time (2 parts, 2009–2010) | BBC One                   |
| Torchwood                 | - "Everything Changes" (2006) - Children of Earth, "Day One" (2009) - Children of Earth, "Day Three" (with James Moran, 2009) - Children of Earth, "Day Five" (2009) | BBC Three BBC Two BBC One |
| The Sarah Jane Adventures | - "Invasion of the Bane" (with Gareth Roberts, 2007) | BBC One CBBC              |